# کولتورناو
کولتور ناو یک سامانه نرم‌افزاری نروژی است که کاربران از طریق آن به صورت ابری قادر به ایجاد، مدیریت و توزیع برگه‌دان، نمایه و شماره‌گذاری می‌باشند. این سامانه نرم‌افزاری برای موزه‌ها و سایر موسسه‌های میراث فرهنگی قابل‌استفاده است. توسعه نرم‌افزار توسط KulturIT ANS و توسعه پروژه توسط Arts Council Norway انجام شده است.